# Bravissima (programma televisivo)
Bravissima è stato un programma televisivo italiano, in onda dal 1994 al 1995 su Italia 1.
Ideato e organizzato da Valerio Merola, è considerato uno dei primi talent show della televisione italiana.

## Edizioni 1994-1995
Il programma, andato in onda per due edizioni, veniva trasmesso da Riolo Terme, dove le trentotto ragazze finaliste si sfidavano in quattro discipline artistiche: canto, ballo, arte e moda. In palio vi era un contratto in esclusiva con le reti Fininvest. 
La prima edizione fu trasmessa nel 1994, condotta da Marco Balestri, con una striscia quotidiana di mezz'ora prima del telegiornale, presentata da Terry Schiavo e Valerio Merola.
La vincitrice veniva eletta dai telespettatori, mentre un altro premio veniva assegnato da una giuria di personaggi celebri: nella prima edizione, tra gli altri, la regista Lina Wertmüller, il regista Giuliano Montaldo, Lara Saint Paul, Giorgio Bracardi, Silvia Annicchiarico, Gabriella Carlucci, Simonetta Stefanelli, il regista Gillo Pontecorvo, il campione di boxe Gianfranco Rosi, il pilota Ferrari di formula uno René Arnoux. 
La seconda edizione fu condotta da Gigi Sabani.
Il programma era preceduto, durante l'estate, da alcuni speciali: Aspettando... Bravissima (1994) e In viaggio con... Bravissima (1995).
Il format del programma è stato venduto anche a Cuba, dove è stato trasmesso con il titolo Bravissima International ed era condotto da Valerio Merola.

## Edizioni 2023-2024
Il programma è stato ripreso nel 2013, sempre condotto da Valerio Merola affiancato da Veronica Rizzi, trasmesso il 22 aprile 2023 su Canale Italia e Sky (canale 931). Inviata alla giuria vip l'attrice Jessica Guiggiani, la regia è di Giuliano Tristo, le coreografie di Giacomo Frassica. La sigla di chiusura Sei bravissima è interpretata da Margot Ferrari. Anche la finale dell’edizione successiva è stata trasmessa sulle stesso reti, il 13 aprile 2024.